# Lokomotiva Tomáš: Diesel má slavný den
Lokomotiva Tomáš: Diesel má slavný den je britský animovaný film z roku 2011. Režisérem filmu je duo Greg Tiernan. Hlavní role ve filmu ztvárnili Michael Angelis.

## České znění
| Zbyšek Pantůček | Salty a Flynn                                                         |
| Libor Terš      | Klika, Den, Viktor, Edward, Henry, Gordon, tlustý přednosta a titulky |
| Petr Gelnar     | Tomáš a Kevin                                                         |
| Tomáš Juřička   | Percy, Dart a James                                                   |
| Roman Hájek     | Diesel, Diesel 10 a Toby                                              |
| Klára Šumanová  | Bella a Emily                                                         |
| Jana Mařasová   | Mavis                                                                 |
| Radka Stupková  | vdova Klobouková                                                      |
| Hana Krtičková  | Lady Hatt                                                             |

Režie – Helena Dytrtová. České znění vyrobilo Studio Bär dabing pro Televizní studio Minimax v roce 2012.